# ميلاني ماكان
ميلاني ماكان هي رياضية خماسي كندية، ولدت في 8 أكتوبر 1989 في Clinton, Ontario ‏ في كندا.

## وصلات خارجية
- الموقع الرسمي
- ميلاني ماكان على موقع الاتحاد الدولي للخماسي الحديث (الإنجليزية)
- ميلاني ماكان على موقع اللجنة الأولمبية الدولية (الإنجليزية)
- ميلاني ماكان على موقع أوليمبيديا (الإنجليزية)
- ميلاني ماكان على موقع اللجنة الأولمبية الكندية (الإنجليزية)